# Antifascismo

Bandeira do Arditi del Popolo, organização antifascista de Civitavecchia. Mostra um machado cortando o fasces (símbolo adotado pelo fascismo).

Antifascismo é toda a filosofia, teoria ou prática ativista, cívica ou política que se oponha ao fascismo, incluindo muitas vezes o combate ao nazismo, neonazismo e a qualquer ideologia supremacista, xenófoba e de extrema-direita. Historicamente, o antifascismo é associado a vários movimentos políticos, como a social-democracia, nacionalismo, liberalismo, comunismo, marxismo, anarquismo, republicanismo e centrismo.
Em contexto histórico, é um termo originado da década de 1920 e relacionado com um movimento político que se opôs ao fascismo de Benito Mussolini, político italiano que governou com poderes ditatoriais a Itália fascista entre 1922 a 1943.

## Definição do termo
A palavra "antifascista" é composta pelo termo fascista mais o prefixo anti, que significa "estar contra". O termo relacionado Antifa abrevia e carrega o mesmo significado da palavra da língua alemã Antifaschismus. Refere-se a indivíduos e grupos dedicados a combater o fascismo. A maioria dos principais movimentos de resistência durante a Segunda Guerra Mundial foram antifascistas.
Hoje o termo é utilizado para referir alguém que se opõe ao fascismo em geral, tanto sob a forma de militância ativa de um partido político ou movimento cuja ideologia é oposta ao fascismo, como por exemplo o Anarquismo, ou a Social Democracia, ou de forma passiva, simplesmente tendo opiniões políticas que consideram que o fascismo é um regime errado. O movimento tem perdido combatividade desde a Segunda Guerra Mundial quando ele faz um pacto social conciliativo com os governos instituídos desde então.

## Antifascismo pelo mundo

### Américas

#### Brasil

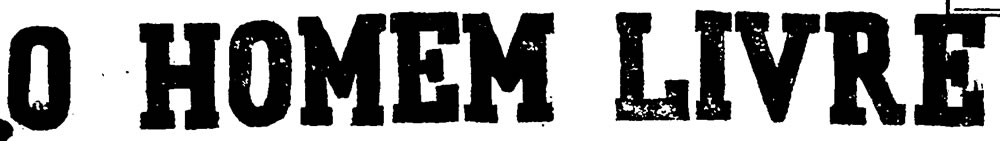
Cabeçalho do jornal antifascista
O Homem Livre (1933-1934).

Imigrantes de origem alemã e italiana, mobilizaram-se para enfrentar o nazifascismo no Brasil ao longo do período entreguerras. O movimento, ativo porém de curta existência, criado no país, Frei Deutschland Bewegung (Movimento dos Alemães Livres) foi extinto em 1943.

#### Estados Unidos
Existiram entidades e indivíduos fascistas nos Estados Unidos na década de 1930, como o Friends of New Germany, o German American Bund, a Ku Klux Klan e Charles Coughlin. Expatriados italianos antifascistas nos Estados Unidos fundaram a Mazzini Society em Northampton (Massachusetts), em Setembro de 1939, para trabalhar no sentido de acabar com o domínio fascista na Itália. Refugiados políticos do regime de Mussolini, discordavam entre si se deveriam aliar-se a comunistas e anarquistas ou excluí-los. A Mazzini Society se uniu a outros expatriados italianos antifascistas nas Américas numa conferência em Montevidéu, Uruguai, em 1942. Promoveram sem sucesso que um de seus membros, Carlo Sforza, se tornasse o líder pós-fascista de uma Itália republicana. A Mazzini Society se dispersou após a queda de Mussolini, quando a maioria de seus membros retornou à Itália.

### Europa

#### Alemanha
Havia diversos grupos militantes e paramilitares antinazistas. Estes incluíam o Reichsbanner Schwarz-Rot-Gold, dominado pelos social-democratas (formado em Fevereiro de 1924), a organização paramilitar comunista RFB (Roter Frontkämpferbund, formado no verão de 1924) e o comunista Kampfbund gegen den Faschismus ("aliança da luta contra o fascismo", formado em 1930). A Roter Front foi uma organização paramilitar afiliada ao Partido Comunista da Alemanha que se envolvia em brigas de rua com a milícia nazista SA (Sturmabteilung). Seu primeiro líder foi Ernst Thälmann, que mais tarde morreria num campo de concentração nazista e seria grandemente homenageado na Alemanha Oriental como um antifascista e socialista. Em 1932, durante o período da Frente única, a Antifaschistische Aktion foi formada como uma aliança geral na qual social-democratas, comunistas e outros poderiam combater a repressão legal e se autodefender contra paramilitares nazistas. Seu logotipo de duas bandeiras, projetado por Max Keilson e Max Gebhard, ainda é amplamente usado como um símbolo de militantes antifascistas em todo o mundo.
- Três Flechas: símbolo da Frente de Ferro (1931-1933).
- Logotipo da Antifaschistische Aktion.
- Memorial em homenagem ao movimento não-violento antinazista Weiße Rose (Rosa Branca) (jardim de Hofgarten, Munique).

#### Itália

Bandeira do Giustizia e Libertà, um movimento de resistência antifascista italiano (1929-1945).

Na Itália, o regime usou o termo "antifascista" para descrever seus adversários. A polícia secreta fascista era oficialmente conhecida como OVRA (Organizzazione per la Vigilanza e la Repressione dell'Antifascismo).
Na década de 1920, muitos movimentos operários antifascistas lutaram contra os violentos Camisas negras e contra a ascensão do Duce (líder fascista) Benito Mussolini. Depois que o Partido Socialista Italiano (PSI) e o Partido Nacional Fascista (PNF) firmaram um pacto, em 3 de Agosto de 1921, os sindicatos adotaram uma estratégia legalista e de não-violência. Os membros do movimento dos trabalhadores que não concordaram com esta estratégia formaram o Arditi del Popolo. O Partido Comunista Italiano (PCI) organizou alguns grupos militantes, mas suas ações foram relativamente pequenas, e o partido manteve uma estratégia legalista não-violenta. O anarquista italiano Severino Di Giovanni, que se exilou na Argentina após a Marcha sobre Roma em 1922, organizou vários atentados contra a comunidade fascista italiana.
O liberal antifascista italiano, Benedetto Croce, escreveu o Manifesto degli intellettuali antifascisti, publicado em 1925. Outro notável liberal antifascista italiano na época foi Piero Gobetti. As forças antifascistas mais relevantes eram associadas ao Exército Vermelho.

### África
O antifascismo se manifestou mais nas zonas francesa e italiana na luta contra o (neo)colonialismo.